# Tereus

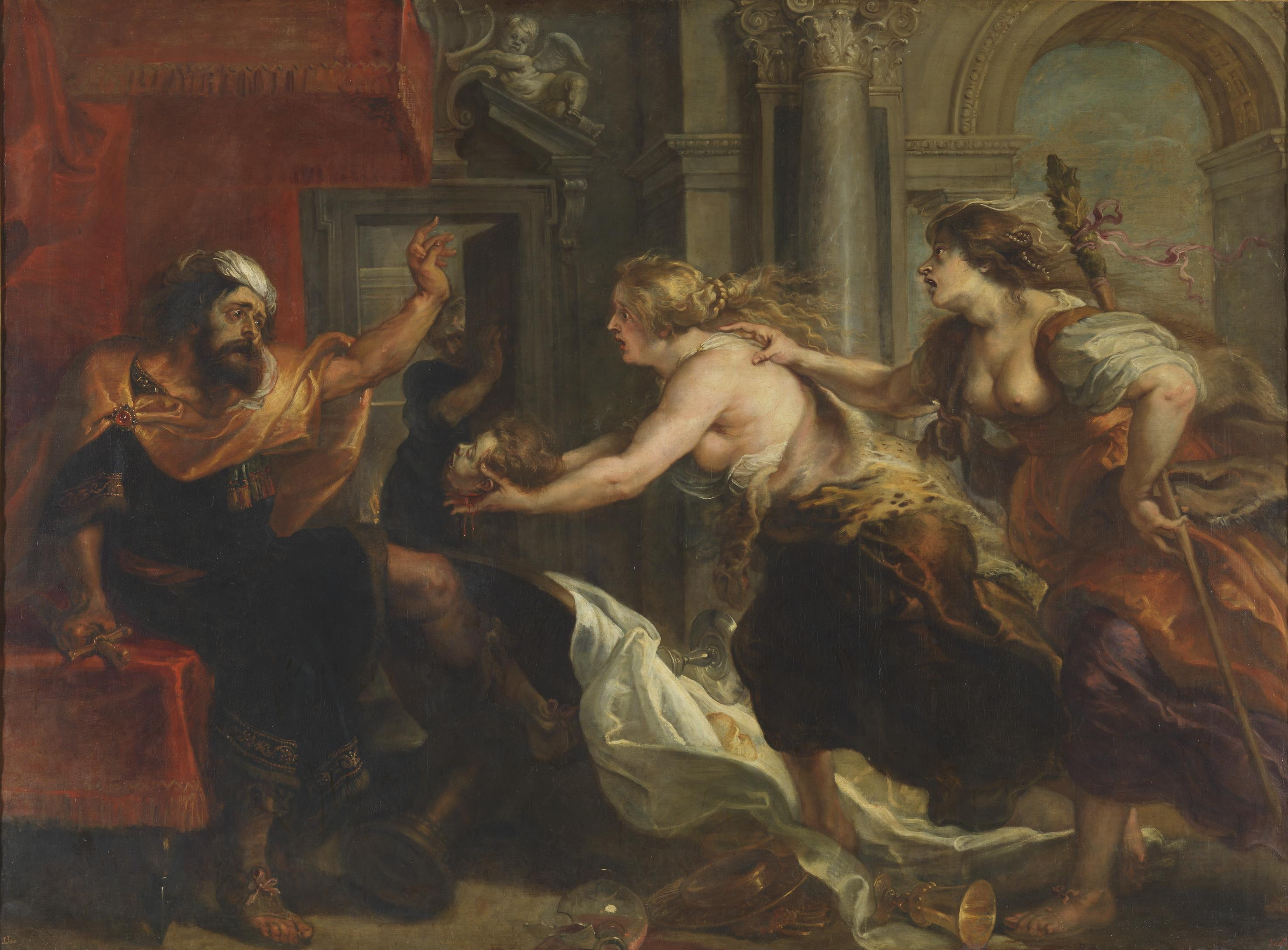
Rubens: Tereus đối mặt trước cái đầu của người con trai Itys, 1636–38

Trong thần thoại Hy Lạp,  Tereus (/ˈtɛriəs, ˈtɪərjuːs/; tiếng Hy Lạp cổ: Τηρεύς) là vua của thành Thrace,   con trai của Ares với naiad Bistonis. Anh là anh trai của Dryas. Tereus cũng là chồng của công chúa người Athens Procne và là cha của Itys.

## Thần thoại
Khi Tereus mong muốn Philomela, em gái của Procne, anh ta tới Athens để cầu xin cha vợ là Pandion cho phép kết hôn với người con gái còn lại của ông, nói dối rằng Procne đã qua đời. Pandion đồng ý, ông gửi Philomela và những người lính đi cùng với cô. Nhưng Tereus ném những người lính xuống biển, và khi tìm thấy Philomela trên một ngọn núi, anh cưỡng bức cô mặc cho cô phản kháng cũng như cầu xin anh. Sau đó anh ta cắt đứt lưỡi cô và giam cô lại để cô không thể kể chuyện này với ai. Sau khi trở về Thrace, Tereus đưa Philomela tới chỗ vua Lynceus và nói dối vợ rằng em gái cô đã chết dọc đường. Philomela gửi tin bằng cách thêu một tấm thảm, trong đó kể ra tội ác của Tereus rồi gửi tới cho Procne một cách bí mật. Lathusa, vợ của vua Lynceus cũng là một người bạn của Procne biết được ngay lập tức gửi người vợ lẽ (tức Philomela) gặp Procne.
Khi Procne nhận ra em gái và hành vi bất chính của Tereus, hai người lên kế hoạch trả thù lại nhà vua. Trong khi đó, Tereus được cảnh cáo về cái chết cận kề của người con trai Itys do người thân anh ta gây ra. Khi nghe điều này, anh ta nghĩ rằng người em trai Dryas đang âm mưu giết con trai anh ta, nên anh ta đã giết người đàn ông vô tội ấy. Procne mới là kẻ giết chết Itys, cô dâng lên thịt đứa bé trong bữa tối của Tereus rồi bỏ trốn cùng cô em gái.
Tereus nhận ra tội ác của cô, anh ta truy đuổi hai chị em họ và cố gắng để giết họ, nhưng các vị thần Olympia đã biến cả ba người thành chim vì thương hại hai chị em Procne: Tereus biến thành chim đầu rìu hoặc là chim diều hâu, Procne biến thành chim én và hót với sự thương tiếc cho cái chết của đứa con, còn Philomela biến thành chim sơn ca. Từ đó, chim sơn ca cái không thể hót vì bị mất lưỡi (Hyginus, Fabulae, 45).
Một câu chuyện khác tương tự kể về Polytechnus.

## Khác
Tereus cũng là một cái tên phổ biến của người Thracia.
Các nhà viết kịch người Athens Sophocles và Philocles đều viết vở kịch với tựa đề Tereus dựa trên nội dung về câu chuyện của Tereus. 
Nhà văn Shakespeare đề cập tới Tereus trong Titus Andronicus, sau khi Chiron và Demetrius cưỡng hiếp Lavinia và cắt đứt cả lưỡi cũng như tay của cô. Ông cũng đề cập đến Tereus trong Cymbeline, khi Iachimo theo dõi Imogen đang ngủ để thu thập bằng chứng giả nhằm thuyết phục Posthumus rằng anh đã quyến rũ cô.
Tereus được biến đổi trở thành một nhân vật trong vở kịch Những chú chim của Aristophanes.

## Các chuyển thể thời hiện đại
- Tình yêu của chim sơn ca, vở kịch của Timberlake Wertenbaker
- Tình yêu của chim sơn ca, vở opera của Richard Mills